# Oncidium gutfreundianum
Oncidium gutfreundianum là một loài thực vật có hoa trong họ Lan. Loài này được Chiron & V.P.Castro mô tả khoa học đầu tiên năm 2003.